# 你傷不起的腐女
《你傷不起的腐女》是台灣2012年人力飛行劇團的舞台劇作品。姜富琴編導。2012年6月22日至24日在牯嶺街小劇場演出。

## 簡介
構想來自電影，講述一名因情傷數度進出療養院的女子，在35歲出院、眾人以為她只能在家腐爛的時候，得到一份工作室的助理工作，與她的老闆──古怪沉默的插畫家──展開一場性虐戀遊戲。
以喜劇表現出現代女性面對社會主流價值觀的壓力。

## 演職人員
- 編導：姜富琴
- 演出：陳家逵、張昌緬
- 技術總監、燈光設計：歐衍穀
- 影像及空間設計：顧軒
- 音樂設計：鄭宜蘋
- 技術執行：賴秉宏
- 錄音：羅凱爾
- 劇照攝影：劉人豪
- 平面設計：鄭秀芳
- 排演助理：黃俊彥
- 舞台監督：賴亮嘉

## 劇名爭議
因劇名中的「腐女」是指「等著腐爛的女生」，而不是指喜歡BL的女性（參腐女），讓腐女們不滿被誤用、誤解，懷疑被汙名化或被消費。經反應後，官方臉書粉絲專頁管理員表示並非引用，但對於源自日本的「腐女」一詞卻誤解為「等著腐爛的剩女」，文宣品和臉書粉絲專頁都出現錯誤的宣傳資訊。
演出結束後，劇團發出聲明及致歉，在名詞解釋上認為有各自詮釋的自由與權利，然而多數腐女仍希望該劇不要再使用「腐女」一詞，不滿聲浪未因此而平息；同時劇組方面認為腐女們沒有看戲就批評，雙方著重的觀點差異甚大。
在雙方接洽溝通後，導演說明創作的理念，表示劇名靈感來自網路上知名的咆哮貓《這樣的腐女你傷不起》，認為該短片的傳達對象不限定於特定文化族群，而將名詞做了創作上的轉化，希望腐女們不要再執著，讓作品回歸創作領域。該篇說明引發多人回應，多數腐女認為該劇使用「腐女」一詞過於牽強附會，也有看過戲的人認為「腐女」一詞與劇情內容關聯性不大，對於腐女們的意見導演在當日回覆後暫無任何表示。

## 外部連結
- 《你傷不起的腐女》的Facebook專頁
- 人力飛行劇團《你傷不起的腐女》 （页面存档备份，存于）